# Stadio Roman Šuchevyč
Lo stadio municipale Roman Šuchevyč (in ucraino Тернопільський міський стадіон імені Романа Шухевича?, Ternopil's'kyj mis'kyj stadion imeni Roman Šuchevyča) è uno stadio di calcio, situato nella città di Ternopil', in Ucraina. Fu inaugurato il 21 agosto 1909 e dopo l'ultima ristrutturazione del 2011 ha una capacità di 15 150 spettatori. Avrebbe dovuto essere l'impianto ospitante la finale di Kubok Ukraïny 2019-2020, ma a causa dell'aumento di contagi da COVID-19 registrato nella regione, si è giocata l'8 luglio sul campo neutro di Charkiv. Nella stagione 2020-21 ospita una delle semifinali e la finale di Coppa d'Ucraina.
Il 5 marzo 2021, durante una seduta del Consiglio comunale di Ternopil', è stato intitolato al nazionalista ucraino Roman Šuchevyč.